# Vladimír Koníček
Vladimír Koníček (* 23. února 1964 Uherské Hradiště) je český politik, v letech 2002 až 2018 poslanec Poslanecké sněmovny PČR, od prosince 2018 člen kolegia Nejvyššího kontrolního úřadu, člen KSČM.

## Vzdělání, profese a rodina
Po maturitě v roce 1982 na gymnáziu v Uherském Hradišti vystudoval na Přírodovědecké fakultě UJEP v Brně (dnes Masarykova univerzita) obor fyzika pevných látek. Po promoci v roce 1987 nastoupil do státního podniku MESIT, kde zůstal do roku 1993, kdy začal učit na Střední průmyslové a hotelové škole v Uherském Hradišti. Kvůli tomuto povolání si doplnil vzdělání v učitelství fyziky na Přírodovědecké fakultě Masarykovy univerzity.
S manželkou Alenou má čtyři děti, syna Cyrila a Vladimíra a dcery Terezu a Alžbětu.

## Politická kariéra
Do KSČ vstoupil roku 1986. V komunálních volbách roku 1994, komunálních volbách roku 1998 a komunálních volbách roku 2002 byl zvolen do zastupitelstva města Uherské Hradiště za KSČM. Profesně se uvádí jako učitel. V komunálních volbách roku 2006 a komunálních volbách roku 2010 byl následně za KSČM zvolen do zastupitelstva obce Boršice. Také v komunálních volbách v roce 2014 obhájil post zastupitele obce Boršice, a to díky preferenčním hlasům (posunul se z původního 8. místa na konečné 1. místo; KSČM přitom získala dva mandáty). Rovněž v komunálních volbách v roce 2018 uspěl vlivem preferenčních hlasů.
Ve volbách v roce 2002 byl zvolen do poslanecké sněmovny za KSČM (volební obvod Zlínský kraj). Byl členem výboru pro vědu, vzdělání, kulturu, mládež a tělovýchovu. Poslanecký mandát obhájil ve volbách v roce 2006. Stal se předsedou sněmovního kontrolního výboru. Opětovně byl do sněmovny zvolen ve volbách v roce 2010. Stal se členem kontrolního výboru, místopředsedou petičního výboru a členem volebního výboru sněmovny.
Ve stínové vládě KSČM spravoval průřezový resort informatiky.
Ve volbách do Poslanecké sněmovny PČR v roce 2013 kandidoval ve Zlínském kraji jako lídr KSČM a byl zvolen. Také ve volbách v roce 2017 byl lídrem KSČM ve Zlínském kraji. Získal 1 475 preferenčních hlasů a obhájil tak mandát poslance. V listopadu 2018 byl Poslaneckou sněmovnou PČR zvolen členem kolegia Nejvyššího kontrolního úřadu. S nástupem do funkce mu zanikl poslanecký mandát, protože funkce poslance a člena kolegia NKÚ nejsou slučitelné. Ve Sněmovně jej nahradila stranická kolegyně Marie Pěnčíková.